# Бархатов, Анатолий Максимович
Анато́лий Макси́мович Ба́рхатов (род. 20 апреля 1945, Бархатово, Красноярский край) — советский хозяйственный, государственный и политический деятель, Герой Социалистического Труда.

## Биография
Родился в 1945 году в селе Бархатово. Член КПСС.
С 1962 года — на хозяйственной, общественной и политической работе. В 1962—2007 годах — слесарь-инструментальщик в метизном цехе Красноярского комбайнового завода, военнослужащий Советской армии, слесарь-наладчик, пружинщик-автоматчик, бригадир комплексной бригады станочников Красноярского комбайнового завода Красноярского производственного объединения по зерноуборочным комбайнам Министерства автомобильного и сельскохозяйственного машиностроения СССР.
За большой личный вклад в техническое перевооружение производства был в составе коллектива удостоен Государственной премии СССР за выдающиеся достижения в труде 1986 года.
Указом Президента СССР от 1 октября 1991 года присвоено звание Героя Социалистического Труда с вручением ордена Ленина и золотой медали «Серп и Молот».
Проживает в Красноярске.